# Inscriptiones Graecae
Die Inscriptiones Graecae („Griechische Inschriften“, abgekürzt IG) sind ein Akademievorhaben an der Berlin-Brandenburgischen Akademie der Wissenschaften, das alle bekannten antiken Inschriften des griechischen Festlands und der griechischen Inseln sammelt und herausgibt.

## Geschichte
Von 1825 bis 1877 hatte die Berliner Akademie der Wissenschaften unter Leitung von August Boeckh im Corpus Inscriptionum Graecarum alle zu dieser Zeit bekannten Inschriften herausgegeben. Neufunde machten eine völlige Neubearbeitung erforderlich, die mit der Edition der attischen Inschriften durch Adolf Kirchhoff, Ulrich Köhler und Wilhelm Dittenberger von 1873 bis 1888 begann (Corpus Inscriptionum Atticarum). Weitere Bände mit Inschriften aus Nordgriechenland, von den griechischen Inseln und der Peloponnes folgten bis 1902. In jenem Jahr übernahm Ulrich von Wilamowitz-Moellendorff die Leitung des Inschriftenwerks und organisierte es neu, wobei er sich am Corpus Inscriptionum Latinarum orientierte, der von Theodor Mommsen begründeten Zusammenstellung aller lateinischen Inschriften. Das nunmehr Inscriptiones Graecae genannte Vorhaben, dessen Bände jetzt durchnummeriert wurden, beschränkte sich fortan auf die Inschriften des griechischen Mutterlandes; griechische Inschriften außerhalb des jetzigen Griechenlands werden in anderen Sammlungen erfasst (z. B. Inscriptiones Graecae in Bulgaria repertae, Tituli Asiae Minoris oder Inschriften griechischer Städte aus Kleinasien). Außerdem gilt für die Edition seitdem das Autopsieprinzip.
Bisher sind 49 (Teil-)Bände erschienen, teilweise bereits in Überarbeitungen (insbesondere bei den attischen Inschriften). Die Bearbeitung der einzelnen Bände wird teilweise von auswärtigen Wissenschaftlern übernommen, an der Berliner Akademie erfolgt in diesem Fall die redaktionelle Betreuung. Dort ist auch ein umfangreiches Archiv von Abklatschen griechischer Inschriften vorhanden. Langjähriger Projektleiter war seit 2007 Peter Funke, Leiter der Arbeitsstelle seit 1993 Klaus Hallof. 2023 übernahm Kaja Harter-Uibopuu die Projektleitung, neuer Arbeitsstellenleiter wurde Sebastian Prignitz. Herausgeber früherer Bände waren neben den bereits genannten Wissenschaftlern u. a. Friedrich Hiller von Gaertringen, Johannes Kirchner und Günther Klaffenbach, sowie die früheren Projektleiter Peter Herrmann und Robert Malcolm Errington.
Alle editorischen Bemerkungen und Kommentare werden traditionell auf Latein verfasst, was angesichts der stark nachlassenden Verbreitung dieser Sprache und des größeren Aufwands für die Bearbeiter regelmäßig kritisiert wird. Die Inschriften wurden bisher zudem ohne Übersetzung veröffentlicht, seit einiger Zeit werden für die neu erschienenen Faszikel aber Übersetzungen ins Deutsche auf der Website der IG angeboten.
Seit 1994 werden die Inscriptiones Graecae im Rahmen des Akademienprogramms gefördert, das von der Union der deutschen Akademien der Wissenschaften koordiniert und mit Geld von Bund und Ländern finanziert wird. Ein Förderende wird dabei nur vorläufig genannt; die Union stuft das Projekt als „Daueraufgabe“ ein.
Die Inscriptiones Graecae erscheinen im Verlag de Gruyter, Berlin.